# Poecilopsis metis
Poecilopsis metis är en fjärilsart som beskrevs av Harrison. Poecilopsis metis ingår i släktet Poecilopsis och familjen mätare. Inga underarter finns listade i Catalogue of Life.